# Осада Чанши
Осада Чанши (кит. 长沙城) — одна из военных операций тайпинской армии в начальный период восстания, продолжавшаяся с 12 сентября по 29 ноября 1852 года.
8 июня 1852 года тайпинская армия продвинулась из Гуанси в южную провинцию Хунань. После захвата 17 августа Чэньчжоу Сяо Чаогуй, один из вождей повстанцев, названный брат Хун Сюцюаня, предложил воспользоваться ситуацией, чтобы застать врасплох столицу провинции Чаншу. 21 августа он возглавил отряд из более 2000 человек и прошел через восточную часть Хунани и последовательно Юнсин, Аньжэнь и 8 сентября он занял Лилин. 10 сентября тайпины внезапно прибыли в Симупу, 11-го разгромили оборонявшихся здесь войска противника и подошла к югу от города, где разбила лагерь на господствующих высотах, таких как гора Мяофэн и храм Аошань. Тайпинская армия стала использовать гору Мяофэн в качестве своей основной позиции вместе с артиллерийскими позициями у храма Аошань, откуда началась бомбардировка южной части Чанши.
Цинские войска, руководимые Ло Раодянем и Цзян Чжунюанем, в ответ стали вести артобстрел позиций противника и делать вылазки. Одним из ядер был убит Сяо Чаогуй. 
13 и 14 октября к Чанше прибыли основные части тайпинской армии, и общая численность их войск достигла 30 000. Последовали неоднократные атаки на городские укрепления, которые отбивались защитниками, силы которых также возросли до 14-15 тысяч. Тайпины набирали местных горняков для строительства осадных сап, пытаясь подорвать городские стены. Однако только три из десяти подводившихся дошли до стен.
Тайпины не смогли полностью блокировать город, который постоянно получал подкрепления. Цинская армия была разделена на две части: защитники внутри отвечали за защиту города и разрушение подводившихся сап, а защитники за пределами отвечали за предотвращение блокады и нападали с тыла на тайпинов. С 1 по 6 ноября между цинскими лагерями на юге и востоке от города были вырыты длинные траншеи с целью соединить важные опорные пункты (командные высоты) для формирования линии обороны и перехвата инициативы.
10 ноября, после успешно взорванной сапы, а также 13-го числа тайпины атаковали город, но были отбиты в результате контратаки и отступили. Ночью 27 ноября тайпинская армия в третий раз провела подрыв сапы. Более восьми футов стены у южных ворот было взорвано, но она все же была вовремя заблокирована цинской армией. Это стало последней атакой на город.
В ночь на 29 ноября в Чанше дул сильный ветер и шёл проливной дождь. Утром 30-го защитники города обнаружили, что тайпинская армия незаметно ушла.